# Zádor (Sigetska mikroregija, Mađarska)
Zádor je selo u južnoj Mađarskoj.
Zauzima površinu od 15,22 km četvorna.

## Zemljopisni položaj
Nalazi se na uz županijsku granicu sa Šomođskom županijom, na 45° 58' sjeverne zemljopisne širine i 17° 39' 55" istočne zemljopisne dužine. Dombol je 2 km zapadno, Potonja je 2,5 km južno, Surinj je 1,5 km istočno, Ujfaluba je 3 km istočno, Dekla je 4 km jugoistočno, Meljek je 3 km sjeveroistočno, Daranj je 4,5 km sjeverozapadno, 5,5 km sjeverno-sjeverozapadno je Išvandin, a 4 km sjeverno su Kisdobsza i Dopsa.

## Upravna organizacija
Upravno pripada Sigetskoj mikroregiji u Baranjskoj županiji. Poštanski broj je 7976.

## Povijest
Zádor se 1332. spominje u diplomi pod imenom Zadur. Pripadao je arhiđakonu. néven. Ekkor a szigetvári főesperességhez tartozott.
Češki husiti su se 1460. doselili u selo.
Za vrijeme turskih osvajanja nije opustjeo. Crkve su ostale sačuvane. U to vrijeme su pripadali obiteljima Sáfrán i Csi. Kamen od ovih crkava nije završio u sigetskoj utvrdi. 
Krajem 16. stoljeća je pripadao Jánosima, a u 18. stoljeću obitelji Batthyány.
Prema popisu stanovništva u Mađarskoj 1910. u Zádoru je živjelo 603 stanovnika, od čega su 600 bili Mađari. 188 su bili rimokatolici, a 413 reformiranih kršćana. 

## Promet
Nalazi se s južne strane željezničke prometnice Barča – Viljan. U selu je i željeznička postaja.

## Stanovništvo
Zádor ima 394 stanovnika (2001.). Većina su Mađari. Roma, koji u selu imaju manjinsku samoupravu ima oko 11%. Hrvata je 1,8%. Neizjašnjeno je 5%. Rimokatolici čine skoro 2/3, a kalvinisti preko petine.

## Vanjske poveznice
- Zádor na fallingrain.com